# Barnuta av Rügen
Barnuta av Rügen, död 1241, var regerande furste av Rügen mellan 1218 och 1221.
Han abdikerade till förmån för sin halvbror eftersom han som son till sin fars hedniska äktenskap inte betraktades som legitim i den nya kristna kulturen. 